# جالف كرايو
جلف كرايو هي شركة شرق أوسطية تقوم بتوريد الغازات الصناعية والطبية والمتخصصة. يتألف الكيان من ثلاثين شركة في منطقة الشرق الأوسط وشمال أفريقيا ويعمل كشركة مساهمة مغلقة. وتُعتبر من الشركات الرائدة في صناعة الغازات في منطقة الشرق الأوسط وشمال أفريقيا.
تأسست جلف كرايو على يد سليم هنيدي في عام 1953 تحت اسم شركة الكويت للأوكسجين والأسيتيلين، وكانت أول مصنع غازات في الكويت يقدم الغازات الصناعية مثل الأوكسجين والنيتروجين لصناعة النفط المحلية.

## التاريخ
في أوائل خمسينيات القرن العشرين، لاحظ سليم هنيدي، الذي كان يعمل وكيلاً لشركة دولية متخصصة في الهياكل الفولاذية والإنشاءات، وجود نقص في إمدادات غازات القطع واللحام في الكويت. بدأ في دراسة العمليات الصناعية اللازمة لتلبية الطلب المتزايد على الغازات الصناعية، وقام ببناء أول مصنع لفصل الأوكسجين في الخليج العربي عام 1953 في مدينة الكويت، تحت اسم شركة الكويت للأوكسجين والأسيتيلين (KOAC).
وقع سليم هنيدي اتفاقاً مع شركة نفط الكويت (المعروفة سابقاً باسم شركة أمين أويل)، أدى إلى إغلاق مصنع الأوكسجين الصغير التابع للشركة وبدء الاعتماد على الموردين المحليين. كان هذا الاتفاق الأساس الذي بنى عليه هنيدي مشروعه للغازات الصناعية في الكويت.
في عام 1971، وسعت شركة KOAC عملياتها إلى منطقة الشعيبة الصناعية في الكويت وأنشأت شركة الغازات الصناعية الكويتية (KIGC)، والتي كانت تزود بشكل أساسي البنية التحتية النفطية والتكريرية التي كانت تُبنى في منطقة الشعيبة. كما قامت بمد خط أنابيب بينها وبين المصافي التابعة لمجموعة البترول الوطنية الكويتية لتوفير إمداد مستمر من النيتروجين لتلبية الطلب.
تأسست الشركة العربية للغازات الصناعية (AIGCo) عام 1977 في الشارقة، الإمارات العربية المتحدة. وفي عام 1998، تم تعيين عامر هنيدي، نجل المؤسس، رئيساً لمجلس الإدارة، وقاد بعدها عملية توحيد الشركات تحت مجموعة هنيدي.
بحلول عام 2006، تم تأسيس جلف كرايو قطر، وفي 2007 أصبحت الشركة قابضة. وفي 2008، تأسست جلف كرايو السعودية. وفي 2009، اشترت إنفستكورب 20% من أسهم الشركة. وفي أواخر 2009، تأسست جلف كرايو عمان. وبحلول 2012، توسعت الشركة إلى العراق ومصر والأردن.
في عام 2013، أطلقت شركة إيكويت للبتروكيماويات، كجزء من مبادراتها للاستدامة، مشروعها الثاني لاسترجاع CO2 في الكويت بالشراكة مع جلف كرايو. وفي العام التالي، أعلنت جلف كرايو عن توسيع أعمالها في مجال CO2، واستثمرت في أربعة مراكز في دبي والكويت والدمام وعمان.
استحوذت جلف كرايو على شركة "دنيز غاز" التركية ودخلت السوق التركي عام 2014. وفي نفس العام، استحوذت على حصة أقلية في شركة Tyczka Air Austria. وفي 2015، استحوذت على شركة "ياليز غاز" التركية وشركاتها التابعة، مما زاد من تغطيتها في السوق التركي.
في فبراير 2016، أعلنت شركة ممتلكات البحرين القابضة، الذراع الاستثمارية لمملكة البحرين، عن استحواذها على حصة أقلية في جلف كرايو. كما أطلقت جلف كرايو، بالشراكة مع شركة إيكويت، أول مصنع تجاري لثاني أكسيد الكربون (CO2) في الكويت.

## المنتجات
تقوم جلف كرايو بإنتاج وتوريد الغازات الصناعية وهي: أسيتيلين، هواء، أرجون، ثاني أكسيد الكربون، هيليوم، هيدروجين، أوكسجين، ونيتروجين. كما تنتج الشركة الغازات الطبية بما في ذلك إنتونوكس، هواء طبي، ثاني أكسيد الكربون طبي، نيتروجين طبي، أكسيد النيتروز الطبي، وأوكسجين طبي. كما تنتج أيضاً ثلج جاف.
أنظمة الإدارة في جلف كرايو متوافقة مع معايير ISO 9001:2008، ISO 14001:2004 وOHSAS 18001:2007 ومعيار FSC 22000.